# 梅田恵子
梅田 恵子（うめだ けいこ）は、日本のフリーアナウンサー。

## 来歴
山口県豊浦郡豊北町（現・下関市）出身。
2004年に北日本放送 (KNB) に入社。同期に元同局アナウンサーの栂安亜紀がいる。同局がアナログ放送を行っていた頃には、アナウンス業務と並行して地上デジタル放送推進大使も務めていた。
後に北日本放送を退社。フリーに転向し、新潟テレビ21 (UX) の『レクスタ発昼どきキンコンカン』にレギュラー出演する。

## 担当番組

### 北日本放送
- 高原兄の5時間耐久ラジオ 長て長てこたえられんが[1]
- とれたてワイド朝生! - 「富山市だより」担当[1]
- KNBアナのおそばん[5]
- KNB Newsリアルタイム[5]
- いっちゃん☆KNB Newsリアルタイム[6]
- ラブぽけ[7]
- KNBニュース

### フリー転向後
- レクスタ発昼どきキンコンカン（新潟テレビ21）[8]